# Pinta (1441)

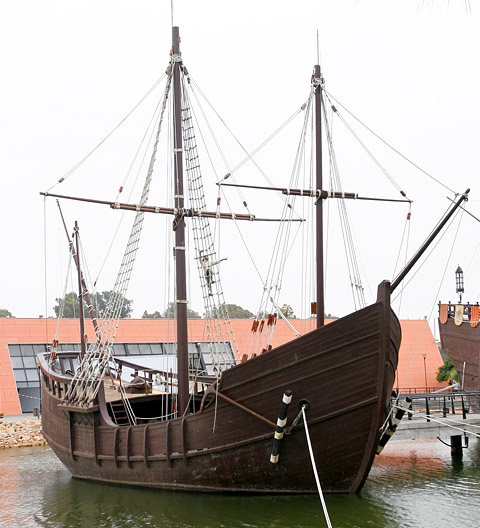
Reprodukcja Pinty w Palos de la Frontera

Pinta – najszybszy z trzech statków podczas pierwszej wyprawy Krzysztofa Kolumba przez Ocean Atlantycki w 1492 roku. Pierwszym człowiekiem, który zobaczył Nowy Świat był marynarz z „Pinty” Rodrigo de Triana 12 października 1492.
„Pinta” była karawelą, ważącą w przybliżeniu 60 ton o długości 20 metrów i szerokości 7 metrów. Prawdopodobnie niosła dwa prostokątne żagle na rejach i jeden trójkątny żagiel łaciński, o łącznej powierzchni obliczanej na 186 m². Nazwa (hiszp. pintar = malować) związana była zapewne z jaskrawymi barwami, na jakie były pomalowane jej nadbudówki. Załoga składała się z 26 ludzi. Była mniejsza od flagowego statku wyprawy „Santa María”. Kapitanem „Pinty” był Martín Alonso Pinzón.
W drodze powrotnej Pinzón osiągnął na "Pincie" brzegi Europy w porcie Baiona 1 marca 1493 r., na trzy dni przed Kolumbem, który (po utracie „Santa Maríii”) na „Niñi” zawinął do Lizbony.
Od tego momentu ślady „Pinty” się urywają - nie wiadomo, jak potoczyły się jej dalsze losy.
Od 1992 roku replika karaweli, zbudowana na pięćsetną rocznicę odkrycia Ameryki, jest zacumowana dla odwiedzających nabrzeże portowe Baiony.